# Землетрус в Ірані (2017)

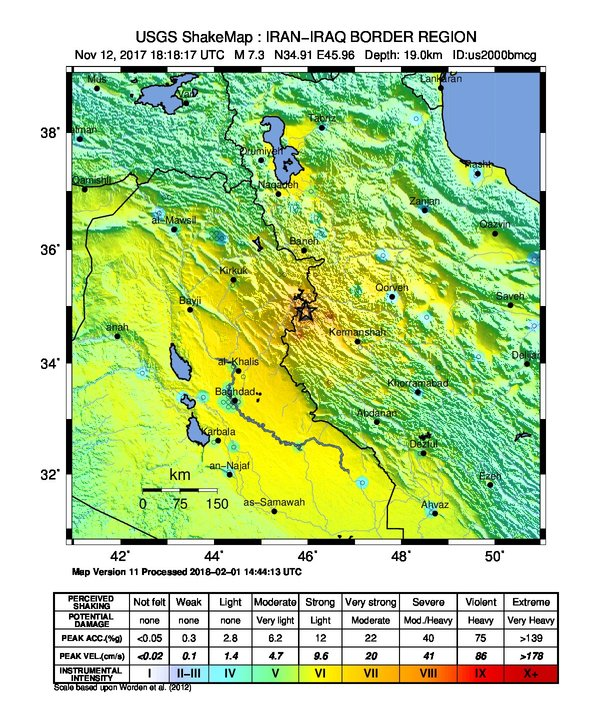

12 листопада о 18:18 UTC (21:48 Іранський стандартний час, 21:18 UTC+3) на ірано-іракському кордоні відбувся землетрус із магнітудою 7.3, головним чином в Ірані, у провінції Керманшах (остан).

Афтершоки

## Загальний опис
Епіцентр був приблизно за 32 кілометри у південному — південно-західному напрямку від міста Халабджа, Ірак. Поштовхи відчувалися в Іраку та Ірані, а також в Об'єднаних Арабських Еміратах, Туреччині і Ізраїлі. Спершу було повідомлено про принаймні 168 загиблих та 1500 постраждалих.
13 листопада повідомлено, що 510 людей загинуло та понад 8100 отримали поранення, це найсильніший за своїми руйнівними наслідками землетрус у 2017 р.
Станом на 14—15 листопада число загиблих — 540 (530 в Ірані, 10 — в Іраку).